# La Mure
La Mure ist eine französische Gemeinde mit 4.940 Einwohnern (Stand 1. Januar 2022) im Département Isère in der Region Auvergne-Rhône-Alpes.
Die Herkunft des Namens von La Mure ist nicht vollständig geklärt. Neuere Untersuchungen führen ihn auf das vorkeltische Mor oder Mur zurück, das eine Felskuppe oder einen Gesteinsbrocken bezeichnet.

## Geographie
La Mure liegt 40 Kilometer südlich von Grenoble. Die Stadt liegt am Flüsschen Jonche, inmitten der französischen Alpen auf dem Plateau Matheysine, 850 Meter über dem Meeresspiegel.

## Geschichte
Die erste urkundliche Erwähnung von La Mure datiert aus dem Jahr 1050.

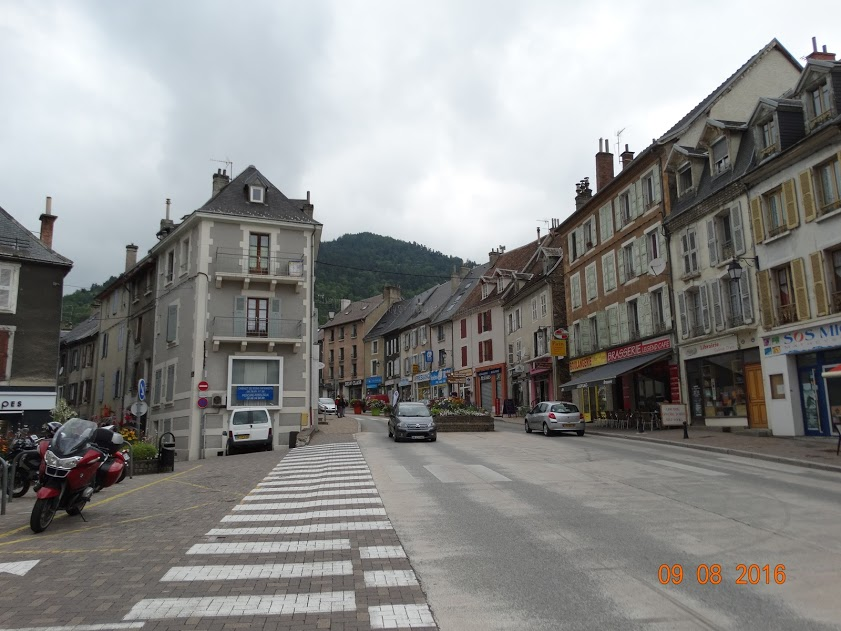
Stadtzentrum

Während des siebten Hugenottenkriegs wurde La Mure im Jahr 1580 von den Truppen des Herzogs von Mayenne, Charles II. de Lorraine, duc de Mayenne, belagert. Die 37-tägige Belagerung kostete etwa 1.200 der vormals 9.400 Einwohner das Leben.
Am Morgen des 7. März 1815 erreichte Napoléon Bonaparte die Stadt, wo man ihm einen triumphalen Empfang bereitete, nachdem er das Exil auf Elba am 1. März verlassen hatte. Von La Mure aus zog Napoléon nach Laffrey, wo er noch am selben Tag auf ein Bataillon des Königs Ludwig XVIII. traf. 
Die Geschichte von La Mure war mehr als ein Jahrhundert wesentlich vom Bergbau geprägt. Um das Jahr 1806 begann der industrielle Abbau in den Anthrazitminen der Umgebung, der einen wesentlichen Wirtschaftsfaktor in der von Landwirtschaft geprägten Region darstellte. 
Zum Transport der Kohle nach Saint-Georges-de-Commiers wurde 1888 eine Bahnverbindung, der Chemin de fer de La Mure, zwischen beiden Städten eingeweiht. Heute dient die Strecke als Museumsbahn.
1997 schloss auch die letzte Kohlemine.

## Bevölkerungsentwicklung
| Jahr                       | 1962 | 1968 | 1975 | 1982 | 1990 | 1999 | 2009 |
| -------------------------- | ---- | ---- | ---- | ---- | ---- | ---- | ---- |
| Einwohner                  | 6111 | 6196 | 5522 | 5657 | 5480 | 5190 | 5122 |
| Quellen: Cassini und INSEE |      |      |      |      |      |      |      |

## Sehenswürdigkeiten
- Musée Matheysin, Heimat- und Kunstmuseum in einem historischen Hôtel particulier

## Partnerstadt
La Mure pflegt seit 1983 eine Städtepartnerschaft mit Marktredwitz im Fichtelgebirge (Deutschland). Erste Kontakte zwischen den beiden Städten wurden allerdings schon 1961 geknüpft: Seit 1962 findet alljährlich ein Schüleraustausch zwischen dem Marktredwitzer Gymnasium und dem Lycée in La Mure statt.

## Persönlichkeiten
- Pierre Julien Eymard (1811–1868), Gründer der Kongregation vom Allerheiligsten Sakrament, wurde am 4. Februar 1811 in La Mure geboren
- Josiane Chevalier (* 1957), Staatsbeamtin und Präfektin
- Anatole Novak (1937–2022), Radrennfahrer
- Thierry Bourguignon (* 1962), Radrennfahrer und Sportlicher Leiter
- Emmanuel Hostache (1975–2007), Welt- und Europameister im Viererbob